# Ośrodek Dokumentacji i Studium Pontyfikatu Jana Pawła II w Rzymie
Ośrodek Dokumentacji i Studium Pontyfikatu Jana Pawła II w Rzymie (wł. Centro di Documentazione e Studio del Pontificato di Giovanni Paolo II) – watykańska instytucja naukowa, archiwum, biblioteka oraz muzeum, założona w Rzymie. Obecnie jeden z ważniejszych Ośrodków dokumentujących i popularyzujących nauczenie Jana Pawła II.
Ośrodek został powołany wraz z Fundacją Jana Pawła II na podstawie dekretu papieskiego z 16 października 1981  i mieści się w działającym od 1980 Domu Polskim w Rzymie. Patronat nad instytucją sprawuje Rada Administracyjna Fundacji.
Głównym zadaniem Ośrodka jest gromadzenie dokumentacji oraz nauczania papieskiego. Zgromadzona dokumentacja i podjęte studia mają przyczyniać się do rozpowszechnienia dzieła Jana Pawła II poprzez publikacje, sympozja, konferencje i wystawy.
Ośrodek współpracuje z innym instytucjami o podobnym profilu, jest członkiem Stałej Konferencji Muzeów, Archiwów i Bibliotek Polskich na Zachodzie.

## Archiwum kard. Karola Wojtyły

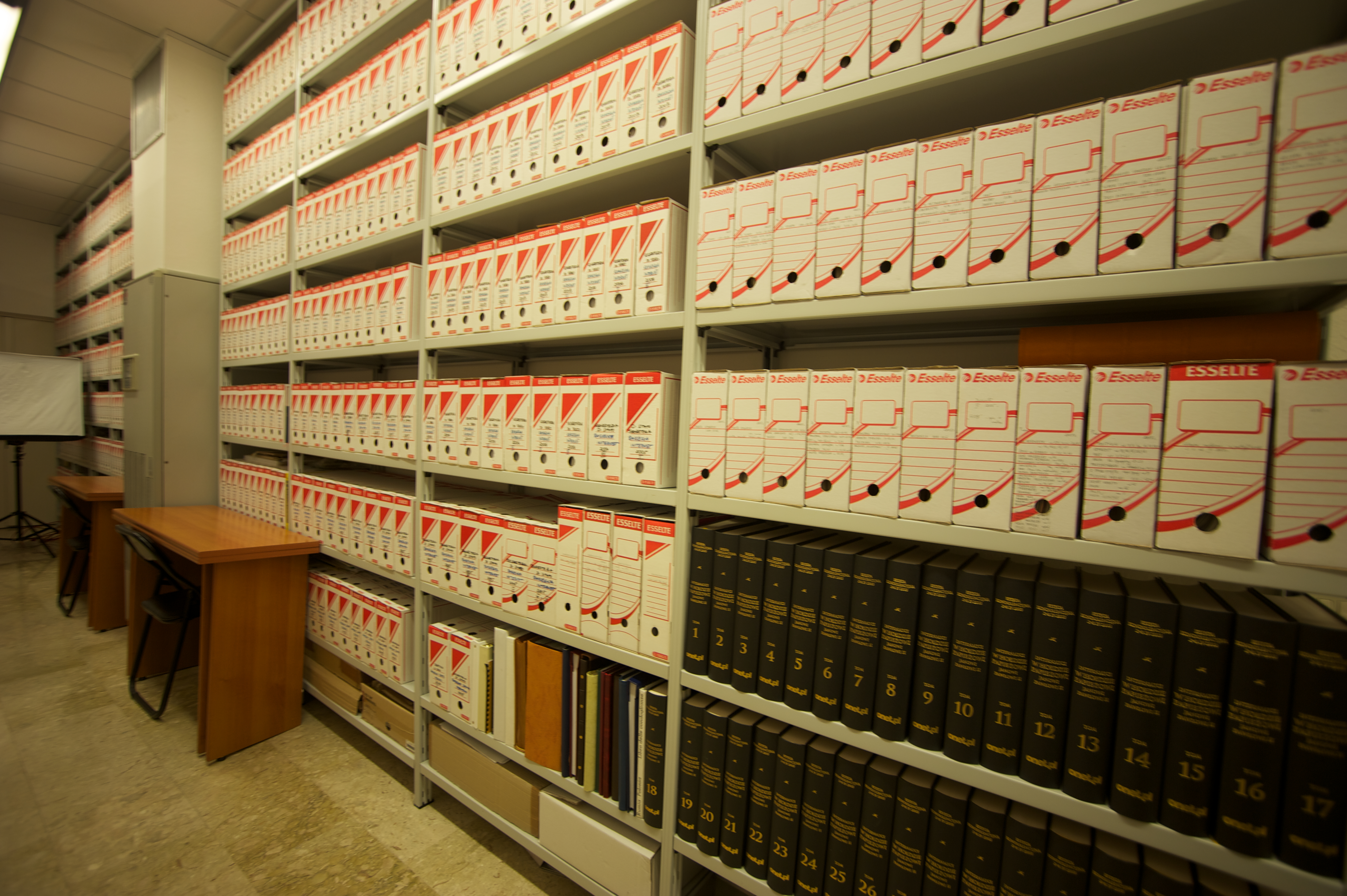
Archiwum papieskie Ośrodka Dokumentacji i Studium Pontyfikatu w Rzymie

Jedno z głównych zespołów archiwalnych stanowi archiwum kard. Karola Wojtyły, zawierające ponad 1200 kazań i przemówień z lat 1956-1978, maszynopisy artykułów i rozpraw, teksty 362 memoriałów pisanych do władz Polski Ludowej, maszynopisy listów pasterskich, komunikatów i zarządzeń Karola Wojtyły (z okresu krakowskiego).
W zbiorach znajduje się również dokumentacja nauczania papieskiego, jego pielgrzymek i działalności oraz recepcji pontyfikatu.

## Biblioteka

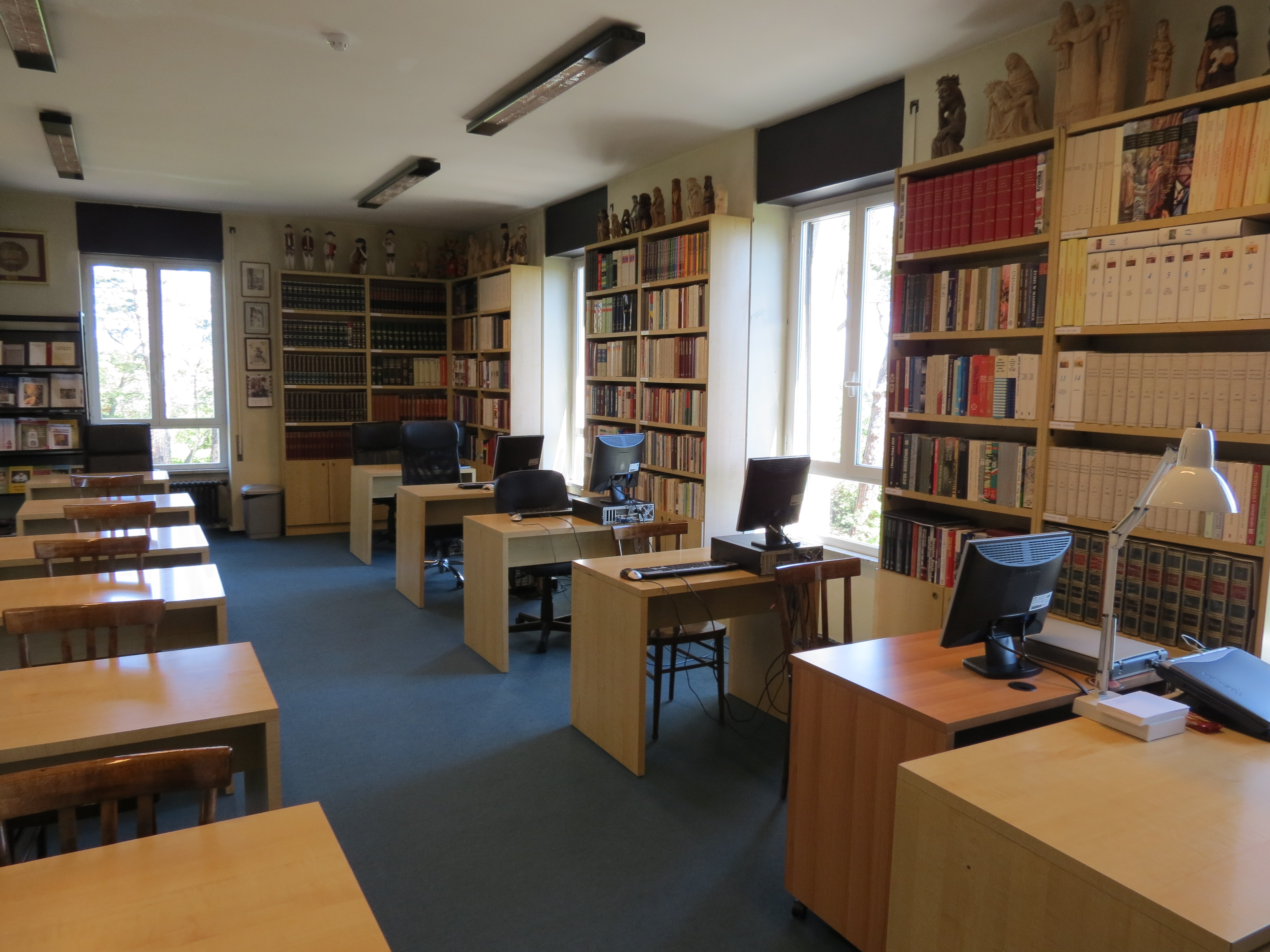
Czytelnia biblioteki Ośrodka Dokumentacji i Studium Pontyfikatu w Rzymie

Bogate zbiory biblioteczne Ośrodka przechowują księgozbiór związany przede wszystkim z osobą papieża. Zgromadzono ok. 20 tysięcy woluminów zawierających wyłącznie teksty Ojca Świętego oraz publikacje jego autorstwa (dane z 2004 roku). Ośrodek gromadzi książki we wszystkich językach europejskich, dokumentuje i przechowuje również publikacje w językach orientalnych (m.in. papieskie przemówienia w czasie audiencji, nabożeństw, spotkań, pielgrzymek, dokumenty okolicznościowe).
Obok dzieł papieskich, zbiory biblioteczne powiększane są o publikacje naukowe dotyczące pontyfikatu papieskiego (rozprawy teologiczne i historyczne), które tworzą bibliografię przedmiotową. Biblioteka Ośrodka przechowuje również książki dedykowane papieżowi, z autografami autorów (głównie prace naukowe i literackie) oraz monografie naukowe dotyczące historii Kościoła i kultury. Biblioteka posiada osobną czytelnię wyposażoną w księgozbiór podręczny (encyklopedie, słowniki, katalogi, wydawnictwa źródłowe). Mogą z niej korzystać wszyscy badacze przygotowujący prace naukowe.
Księgozbiór liczy ponad 35 tysięcy woluminów.

## Najcenniejsze rękopisy i starodruki
Ośrodek przechowuje bezcenne dla polskiej kultury zabytki pochodzące z darów dla Jana Pawła II. Wśród nich na uwagę zasługują m.in.: dwa oryginalne listy króla Jana III Sobieskiego, list królowej Marii Kazimiery oraz inne listy królewskie. Do szczególnie cennych rękopisów należy jedyny zachowany autograf-brulion wiersza Norwida poświęcony papieżowi Piusowi IX (dar prof. Juliusza Wiktora Gomulickiego) oraz zaginiona karta rękopisu Pana Tadeusza Adama Mickiewicza, którą przechowywał w swoich zbiorach Ignacy Domeyko.
Do najcenniejszych starodruków należą Biblia hebrajska z 1543 oraz drugie wydanie Nowego Testamentu w przekładzie ks. Jakuba Wujka z 1594.

## Zbiory audiowizualne

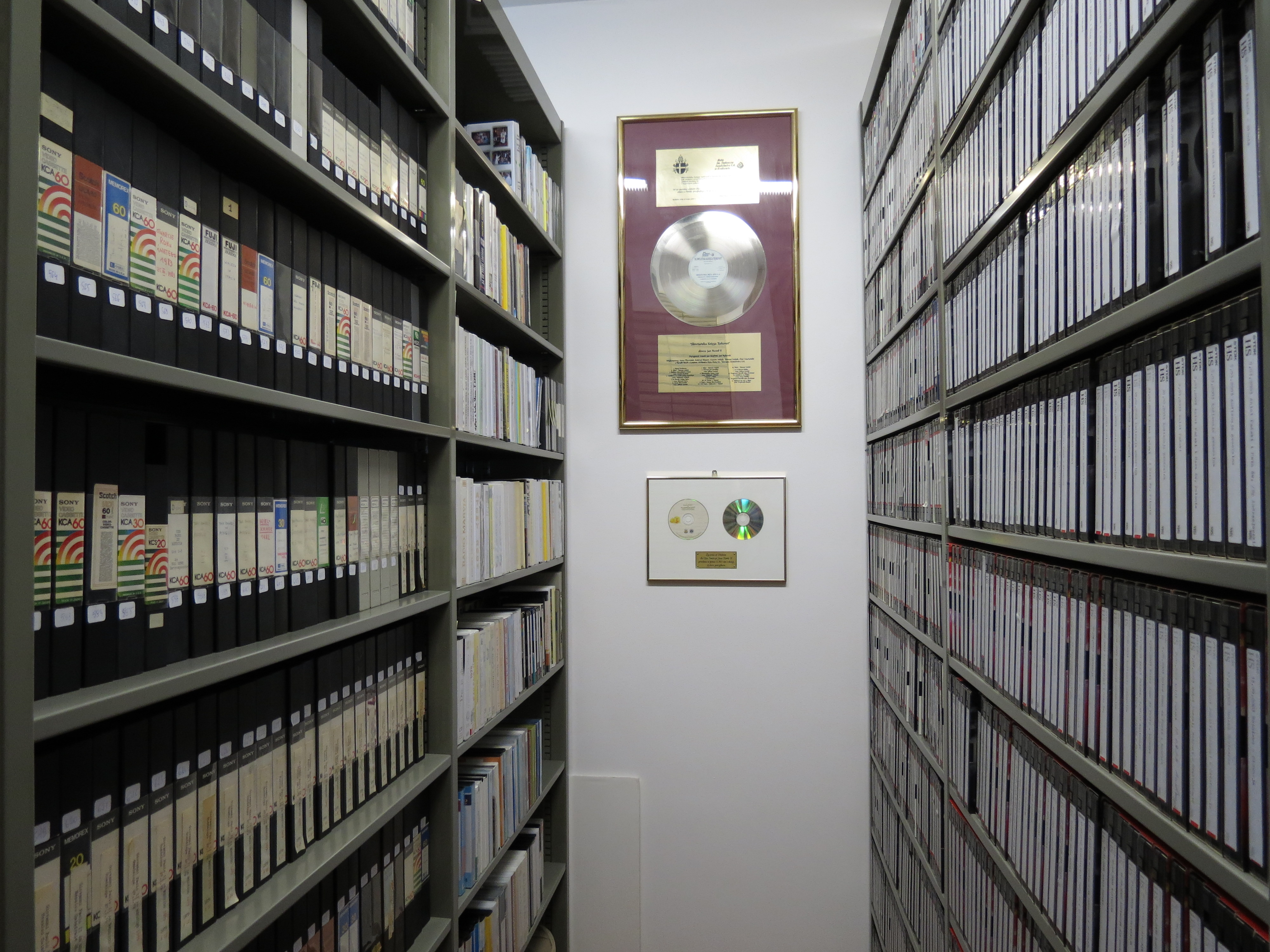
Zbiory fonoteczne Ośrodka Dokumentacji i Studium Pontyfikatu

Ośrodek  przechowuje zbiory audiowizualne. Większość z nich stanowią nagrania papieskich przemówień i wizyt.
Są także taśmy VHS, CD lub płyty winylowe przekazywane Ojcu Świętemu, które zawierają zapis dedykowanych Mu koncertów, przedstawień teatralnych, wystaw, muzycznych dzieł.
Fonoteka przechowuje również złote płyty zarówno nagrań papieskich, jak i artystów, którzy podarowali je papieżowi.
Ośrodek digitalizuje zbiory audiowizualne.

## Ważniejsze projekty naukowe
Dotychczas Ośrodek jest wydawcą lub współwydawcą ponad 150 pozycji książkowych, w tym tak cennych dla polskiej nauki prac jak „Jan Paweł II. Bibliografia polska” (ostatni tom wydany w 2014).
Kolejnym ważnym dziełem fundacyjnym jest Bullarium Poloniae (tomy III-VII), zbiór średniowiecznych bulli papieskich. W latach 1982–2002 wydawano pismo „Kronika Rzymska”.
Zgodnie z obecnym programem naukowym i wydawniczym realizowanym w Ośrodku przez ks. dr Andrzeja Dobrzyńskiego, sukcesywnie opracowywane są i publikowane teksty źródłowe oraz studia związane zarówno z okresem krakowskim abpa Karola Wojtyły, jak i pontyfikatem Jana Pawła II.

## Dyrektorzy placówki
- ks. Michał Jagosz (1981-1999)
- ks. Jan Główczyk (2000-2010)
- ks. Andrzej Dobrzyński (2010- )

## Wybór publikacji Ośrodka Dokumentacji i Studium Pontyfikatu
- Teksty źródłowe (publikacje z lat 1987-2014)[1].
  - Nauczyciel i Pasterz. Listy pasterskie – Komunikaty – Zarządzenia 1959-1978, t. I, red. M. Jagosz, Rzym 1987.
  - Nauczyciel i Pasterz. Memoriały i pisma do Rządu i Władz Administracyjnych 1959-1978, t. II, red. M. Jagosz, Rzym – Kraków 1998.
  - Nauczyciel i Pasterz. Listy pasterskie – Komunikaty – Zarządzenia 1959-1978. Uzupełnienie, red. M. Jagosz, Rzym – Kraków 1999.
  - Przemówienia i wywiady w Radio Watykańskim, red. M. Jagosz, Rzym 1987.
  - Człowiek w polu odpowiedzialności, red. A. Szostek, Rzym – Lublin 1991.
  - Człowiek drogą Kościoła, red. K. Czajkowska, Rzym 1992.
  - Nauczanie społeczne Kościoła integralną częścią Jego misji, red. M. Jagosz, S. Pamuła, Rzym 1996.
  - O Świętej Jadwidze Królowej mówią..., red. M. Jagosz, Rzym – Kraków 1997.
  - Apostolstwo świeckich, red. M. Jagosz, Rzym – Kraków 1999.
  - W służbie Polonii i Kościołowi powszechnemu, red. M. Jagosz, Rzym – Kraków 1999.
  - Rozważania majowe, red. A. Dobrzyński, Kraków 2009.
  - La notte della luce. Pagine e omelie di Natale, ed. V. Rossi, A. Dobrzyński, Navara 2010.
  - Odnowa Kościoła i świata. Refleksje soborowe, red. A. Dobrzyński, Kraków – Rzym 2011.
  - Ewangelia a sztuka. Rekolekcje dla artystów, red. A. Dobrzyński, Kraków 2011.
  - Źródła nadziei. Jan Paweł II – mieszkańcom wielickiej ziemi. Nasza wdzięczność i zobowiązanie., red. A. Dobrzyński, Wieliczka 2011.
  - La mia croce, ed. V. Rossi, A. Dobrzyński, Novara 2012.
  - Budować dom na skale. Rekolekcje dla narzeczonych, red. A. Dobrzyński, Kraków – Rzym 2012.
  - L'Evangile et l'Art, trad. L. Danilecka, Paris 2012.
  - Nie ustawajcie w tym dobrym dziele. Przemówienia papieskie do Fundacji Jana Pawła II, red. A. Dobrzyński, Rzym 2012.
  - Karol Wojtyła, Kościół w tajemnicy odkupienia, oprac. A. Dobrzyński, Rzym 2012.
  - Il Vangelo e l’arte. Esercizi spirituali per gli artisti, Città del Vaticano 2013.
  - Jan Paweł II/ Benedykt XVI, Poursuivez cette grande œuvre. Discours pontificaux adressés à la Fondation Jean-Paul II, red. A. Dobrzyński, Rom 2013.
  - Non cessate in questa buona opera. Discorsi pontifici alla Fondazione Giovanni Paolo II, red. A. Dobrzyński, Roma 2013.
  - Costruire la casa sulla roccia. Esercizi spirituali per fidanzati, tłum. V. Nosilia, red. A. Dobrzyński, Angri 2013.
  - Jan Paweł II, Bóg się rodzi, moc truchleje. Refleksje i życzenia dla Rodaków, oprac. T. Makowska, A. Dobrzyński, Rzym 2013.
  - K. Wojtyła, Odnowa Kościoła i świata. Refleksje soborowe, oprac. A. Dobrzyński, wyd. 2., Rzym 2014.
  - K. Wojtyła-Juan Pablo II, El Evangelio y el arte. Ejercicios espirituales para artistas, Ciudad Nueva, Madrid 2014.
  - K. Wojtyła, Il rinnovamento della Chiesa e del mondo. Riflessioni sul Vaticano II: 1962-1966, red. G. Marengo, A. Dobrzyński, Città del Vaticano 2014.
  - Jean-Paul II. Une pensée actuelle pour l’homme, l’éducation et la culture, Parole e Silence, Paris 2014.
  - Jan Paweł II, Wyzwanie dla Polski i Europy. Refleksje o bitwie pod Monte Cassino, Rzym 2014
- Bibliografia (publikacje z lat 1980-2001)
  - W. Gramatowski SJ, Z. Wilińska, Karol Wojtyła w świetle publikacji. Karol Wojtyła negli scritti. Bibliografia, Città del Vaticano 1980.
  - W. Gramatowski SJ, Z. Wilińska, Jan Paweł II. Bibliografia polska 1978-1983, Rzym 1987.
  - W. Gramatowski SJ, Z. Wilińska, D. Gułajewska, Jan Paweł II. Bibliografia polska 1983-1986, Rzym 1991.
  - Z. Wilińska, D. Gułajewska, Jan Paweł II. Bibliografia polska 1987-1989, Rzym 1998.
  - Z. Wilińska, D. Gułajewska, Jan Paweł II. Bibliografia polska 1990-1991, Rzym 2001.
  - Z. Wilińska, D. Gułajewska, Jan Paweł II. Bibliografia polska 1992-1993, Rzym 2003.
  - Z. Wilińska, D. Gułajewska, W. Gramatowski SJ, Jan Paweł II. Bibliografia polska 1994-1995, Rzym 2007.
  - Z. Wilińska, D. Gułajewska, Jan Paweł II. Bibliografia polska 1996, Rzym 2012.
  - K. Bielska, Jan Paweł II w utworach muzycznych. Bibliografia, Rzym 1987.
  - K. Bielska, Jan Paweł II w dokumentach dźwiękowych 1978-1988. Bibliografia, Rzym 1990.
  - K. Bielska, Jan Paweł II w utworach muzycznych. Bibliografia, Rzym 1993.
  - A. Sitarska, S. Skwirowska, Jan Paweł II poza cenzurą PRL: bibliografia 1976–1989, Rzym 1996.
  - K. Macińska, La Papo Johanno Paŭlo II en esperantaj publikaĵoj. Bibliografio 1978-1986, Roma 1988.
  - K. Macińska, La Papo Johano Paŭlo II en esperantaj publikaĵoj. Bibliografio 1987-1991. Suplemento al la jaroj 1978-1986, Roma 1994.
  - K. Macińska, La Papo Johano Paŭlo II en esperantaj publikaĵoj. Bibliografio 1992-1996, Roma 1998.
  - K. Macińska, La Papo Johano Paŭlo II, en esperantaj publikaĵoj. Bibliografio 1997-2001, Roma 2003.
  - K. Macińska, Esperanckie ścieżki spotykają się w Rzymie. Impresje – Esperantaj vojetoj renkontigâs en Roma. Impresoj, Roma 2001.
  - J.T. Czosnyka, Ekslibrisy Jana Pawła II, Gliwice 2001.
- Studia nad pontyfikatem (publikacje z lat 1991-2013)
  - R. Dzwonkowski, S. Kowalczyk, E. Walewander (red.), Papież Jan Paweł II a Emigracja i Polonia 1987-1988, Lublin 1991.
  - J. Makselon, Fascynacja a wezwanie. Ostatni pobyt Ojca Świętego w PRL, Rzym – Warszawa 1992.
  - J. Jaworska, M. Nowiński, Artyści polscy o Papieżu, Kielce 1996.
  - J. Makselon, Wezwanie i opór. Polacy a Jan Paweł II, Rzym 1997.
  - A. J. Nowobilski, Pontyfikat przełomu tysiącleci. 25 lat Jana Pawła II na stolicy św. Piotra, Rzym – Kraków 2003.
  - Cristo, Chiesa, Uomo. Il Vaticano II nel pontificato di Giovanni Paolo II, ed. A. Dobrzyński, Z. Kijas, Roma 2010.
  - Wolność religijna sercem ludzkiej wolności. Materiały z sympozjum w Krakowie, red. A. Dobrzyński, Kraków 2010.
  - Christ – Church – Mankind. The spirit of Vatican II according to Pope John Paul II, ed. Z. Kijas, A. Dobrzyński, New York–Mahwah 2012.
  - Pięknie jest służyć. Dziedzictwo duchowe Jana Pawła II, praca zbiorowa pod red. A. Dobrzyńskiego, Rzym 2013.
  - Moc i piękno wiary, praca zbiorowa pod red. A. Dobrzyńskiego, Rzym 2014.
  - L. Gerosa, Diritti e popoli in Giovanni Paolo II. Principi fondamentali e prospettive future, Lugano-Venezia 2013.
- Kultura chrześcijańska (publikacje z lat 1991-2012)
  - M. Rożek, Polonica w kościołach Rzymu, Rzym – Warszawa 1991.
  - K. Czajkowska (red.), Nieznana karta brulionu Pana Tadeusza Adama Mickiewicza, Rzym 1992.
  - M. Jagosz (red.), Materiały XV sesji Stałej Konferencji Archiwów, Bibliotek i Muzeów Polskich na Zachodzie (23-26.09.1993), Rzym 1994.
  - M. Jagosz (red.), Materiały XXI Sesji Stałej Konferencji Muzeów, Archiwów i Bibliotek Polskich na Zachodzie (23-26.09.1999), Rzym – Kraków 1999.
  - K. Czajkowska, M. Jagosz (red.), Księga pamiątkowa. Dziesięciolecie Fundacji Jana Pawła II, Rzym 1991.
  - M. Jagosz (red.), Tablice pamiątkowe Dobroczyńców Domu Polskiego i Fundacji Jana Pawła II, Rzym 1991.
  - M. Jagosz (red.), Tablice pamiątkowe Dobroczyńców Domu Polskiego i Fundacji Jana Pawła II, Rzym 1995.
  - J. Główczyk, M. Skrabska (red.), Papieskie Medale Józefa Stasińskiego w zbiorach Rzymskiego Ośrodka Dokumentacji i Studium Pontyfikatu Jana Pawła II, Rzym 2004.
  - H. Kupiszewska, R. Sawicka, Miłość jest darem. Św. Maksymilian w zbiorach Ośrodka Dokumentacji i Studium Pontyfikatu Jana Pawła II, Rzym 2012

## Muzeum Jana Pawła II

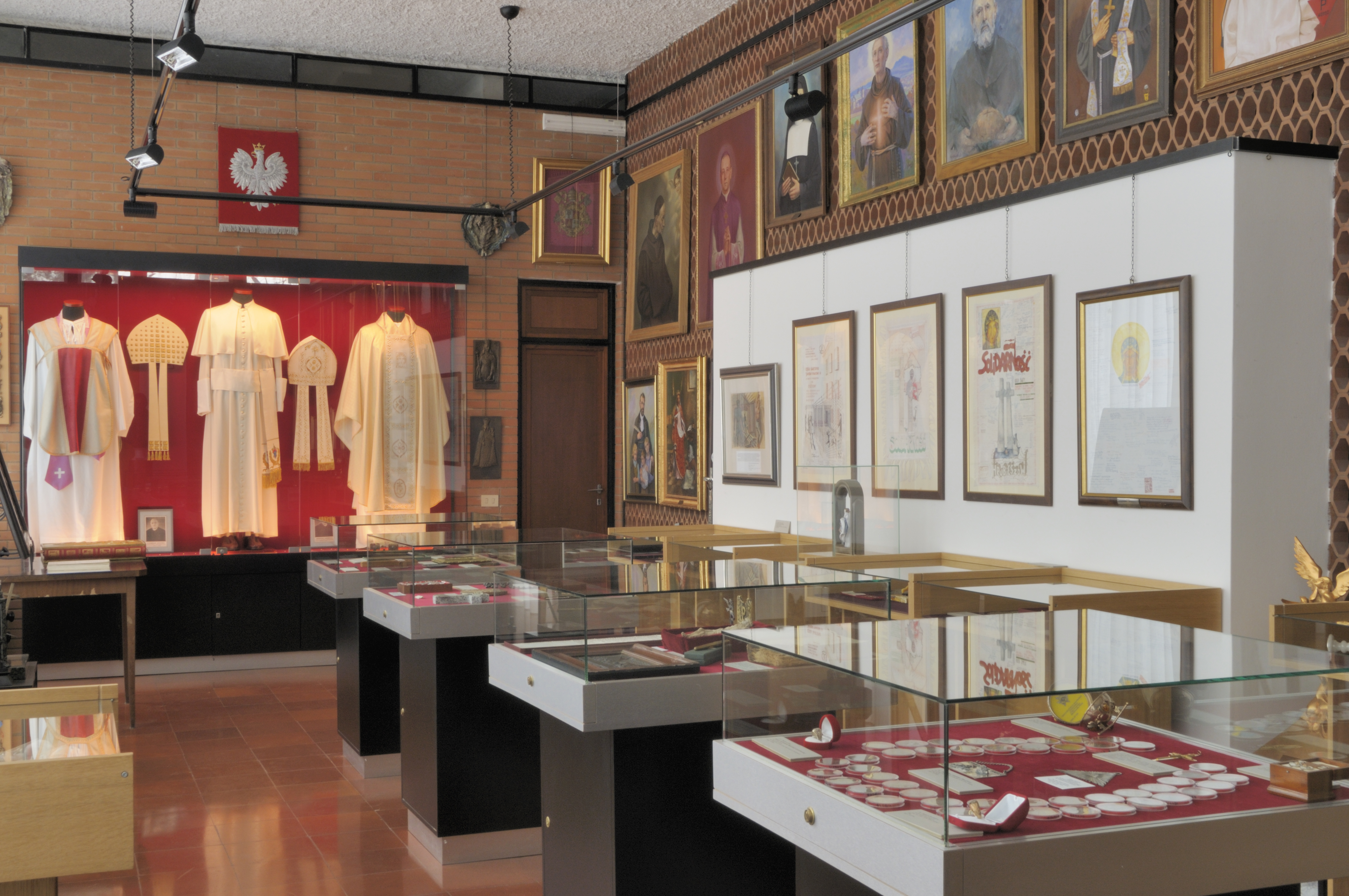
Zbiory muzealne Ośrodka Dokumentacji i Studium Pontyfikatu Jana Pawła II w Rzymie

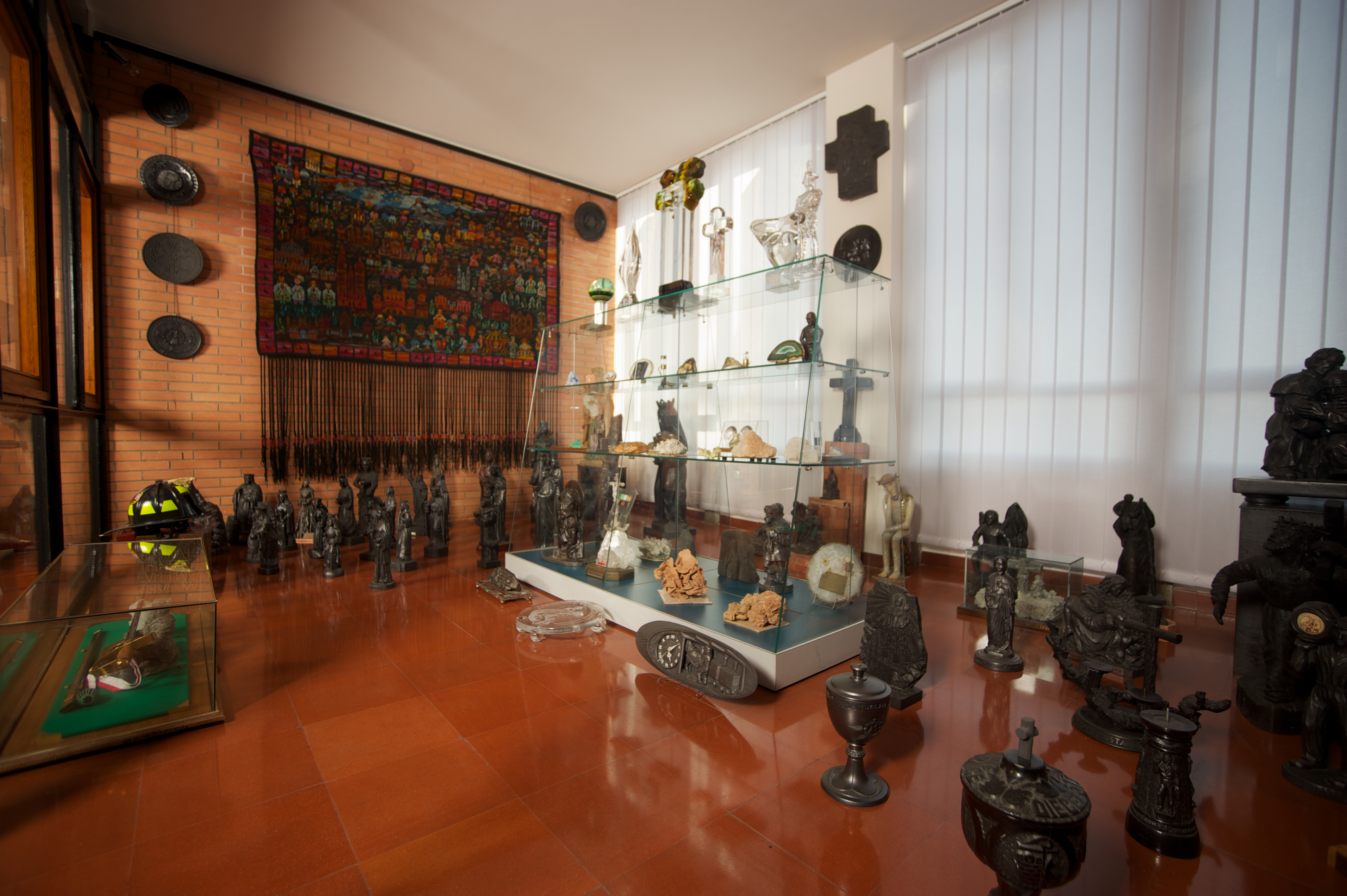
Zbiory muzealne Ośrodka Dokumentacji i Studium Pontyfikatu Jana Pawła II w Rzymie

Ośrodek przechowuje dary papieskie, które stały się podstawą ekspozycji muzealnej. Eksponowane są wartościowe dla kultury dzieła sztuki – malarstwo, rzeźby, grafiki, rysunki, tkaniny, medalierstwo. Skatalogowano około 10.000 eksponatów.
Wśród znanych, polskich malarzy i rzeźbiarzy, w zbiorach muzealnych znaleźli się m.in.: Feliks Topolski (teka z rysunkami),  Wojciech Kossak (scena z wojen napoleońskich), Adam Bunsch (projekty witrażowe dla kościoła św. Andrzeja Boboli w Londynie),  Zbigniew Kotyłło (obraz papieża z MB Częstochowską), Krystyna Wróblewska (cykl grafik „Ave Maria”), Tomasz Oskar Sosnowski (rzeźby w parku polskim) czy August Zamoyski (rzeźba „Zmartwychwstanie”).
Oprócz osobistych rzeczy papieża (m.in. kroplówka z solą fizjologiczną podana natychmiast po zamachu 13 maja 1981) oraz osobistych dokumentów i szat, w zbiorach muzealnych Ośrodka przechowywane są relikwiarze polskich świętych, m.in.:
- Relikwiarz świętej Jadwigi królowej
- Relikwiarz ścienny świętego Stanisława Kostki (XVIII wiek)

W zbiorach poświęconych falerystyce, zgromadzone są odznaczenia przyznane papieżowi:
- Order Orła Białego (nadany przez prezydenta Lecha Wałęsę 3 maja 1993)
- Order Uśmiechu (nadany 28 marca 1984)
- Złoty Cracoviae Merenti (za zasługi dla miasta Krakowa w XV rocznicę Pontyfikatu)
- Order Jasnogórski Maryi Panny Królowej Korony Polskiej  (nadany przez Zakon Paulinów dla Jana Pawła II na X-lecie Pontyfikatu)
- Ekumeniczny Krzyż Komandorski z Gwiazdą Orderu św. Brygidy

## Ośrodek w opinii papieża Benedykta XVI
23 października 2006, podczas uroczystej audiencji, papież Benedykt XVI wyraził się na temat znaczenia Ośrodka:

Gromadzi dokumentację dotyczącą pontyfikatu Jana Pawła II, bada i upowszechnia nauczanie papieskie oraz Magisterium Kościoła, zacieśniając kontakty i współpracując z polskimi i międzynarodowymi ośrodkami naukowymi i artystycznymi. Ta działalność zyskuje nowe znaczenie po śmierci Papieża. Zbiór pism papieskich oraz bogata dokumentacja działalności Stolicy Apostolskiej, jak również utwory literackie i komentarze prezentowane w środkach społecznego przekazu niewątpliwie stanowią pełne, dobrze zorganizowane archiwum oraz podstawę do szczegółowych i pogłębionych badań nad duchową spuścizną Jana Pawła II. Właśnie na ten wymiar działalności – badania nad pontyfikatem – chciałbym dzisiaj zwrócić uwagę, gdyż ma on pierwszorzędne znaczenie. Jan Paweł II, filozof i teolog, wielki pasterz Kościoła, pozostawił po sobie obfitą spuściznę pism i inicjatyw, wyrażających jego pragnienie szerzenia Ewangelii Chrystusa w świecie metodami wskazanymi przez sobór watykański II oraz wytyczenia kierunków rozwoju życia Kościoła w nowym tysiącleciu.

W 2011, podczas audiencji papież Benedykt XVI powiedział:

Ośrodek Dokumentacji i Studium Pontyfikatu Jana Pawła II, który nie tylko gromadzi archiwa oraz materiały bibliograficzne i eksponaty muzealne, ale także promuje publikacje, wystawy, kongresy i innego rodzaju imprezy naukowe i kulturalne, by rozpowszechniać nauczanie oraz działalność duszpasterską i humanitarną bł. Jana Pawła II. Ufam, że dzięki codziennym badaniom źródeł oraz współpracy z podobnymi instytucjami zarówno w Rzymie, jak i innych krajach Ośrodek będzie coraz ważniejszym punktem odniesienia dla wszystkich, którzy chcą poznać i docenić znaczenie rozległego i bogatego dziedzictwa papieża Polaka.